# Erich Börger

Erich Börger

Erich Börger (* 21. Dezember 1899 in Essen-Schonnebeck; † 9. April 1975 in Ratingen) war ein deutscher Politiker (NSDAP).
Erich Börger war der jüngere Bruder des Reichstagsabgeordneten Wilhelm Börger. Nach einer kaufmännischen Lehre arbeitete er seit 1920 als Fremdsprachenkorrespondent für verschiedene Firmen. Er trat zum 1. Mai 1930 in die NSDAP ein (Mitgliedsnummer 242.786). Von 1930 bis 1932 amtierte Börger als Ortsgruppenleiter der NSDAP in Neuss. Von Dezember 1932 bis 1945 war Börger als Kreisleiter der NSDAP im Kreis Neuss-Grevenbroich tätig, seit Oktober 1933 als hauptamtlicher Parteifunktionär. Nach einem Autounfall im Herbst 1942 wurde er als Kreisleiter beurlaubt.
Börger trat am 25. August 1941 im Nachrückverfahren für den an der Ostfront gefallenen Abgeordneten Peter Berns in den nationalsozialistischen Reichstag ein, in dem er bis zum Ende der NS-Herrschaft im Frühjahr 1945 den Wahlkreis 22 (Düsseldorf Ost) vertrat.
Nach dem Ende des Zweiten Weltkrieges war Börger von 1945 bis 1947 im britischen Internierungslager Staumühle bei Paderborn interniert. Im Spruchkammerverfahren wurde er 1948 zu drei Jahren Gefängnis (unter Anrechnung der Internierungshaft) und Einziehung der Hälfte seines Vermögens verurteilt. Nach Verbüßung seiner Reststrafe war Börger als kaufmännischer Angestellter tätig.